# José Luis Balbín
José Luis Balbín Meana (Pravia, 19 de agosto de 1940-Tres Cantos, 22 de junio de 2022) fue un periodista español. En su dilatada trayectoria profesional, dejó una huella imborrable por su programa La clave, un referente imprescindible de la televisión española en los años de la transición democrática.

## Biografía
Aunque comenzara estudios de Derecho en 1959 un año más tarde ingresó en la Escuela oficial de Periodismo de Madrid diplomándose en 1963. Tras realizar prácticas en el periódico La Nueva España de Oviedo primero trabajó en Pyresa, donde realizó crónicas, críticas de cine y entrevistas. Posteriormente se incorporó al diario Pueblo y fue delegado de Radio Nacional de España y de Televisión Española en París. Años después colaboró con revistas como el semanario Interviú.
Su momento de mayor popularidad coincidió con la emisión del programa de debate La clave, en su primera etapa entre 1976 y 1985, en La 2 de Televisión Española. Considerado el primer programa de debate que abordó temas y posturas que suponían una apertura al sistema democrático en España durante la Transición tras la finalización de la dictadura de Francisco Franco, algunos de los programas abordaron temas como los nuevos partidos políticos, la situación de la religión en España, el sistema económico del país, la democracia de partidos o el futuro del país.
Inspirado por el programa Les dossiers de l'écran ("Los archivos de la pantalla"), creado en Francia por Armand Jammot en 1967, La clave incluía la emisión de una película que ilustraba el tema a abordar y, tras su emisión, se realizaba un coloquio de invitados que mantenían opiniones contrapuestas sobre el mismo. A lo largo de sus 408 emisiones fueron invitados personajes destacados del mundo de la política, la ciencia y la cultura como Antonio García-Trevijano, Gonzalo Fernández de la Mora, Alfonso Guerra, Blas Piñar, Julio Anguita, Miguel Herrero y Rodríguez de Miñón, Santiago Carrillo, Ramón Tamames, José María Mohedano, Federica Montseny, Lidia Falcón, Jordi Pujol, Olof Palme, Neil Armstrong, Gustavo Bueno, Santiago Amón, Antonio Escohotado, Fernando Sánchez Dragó, Severo Ochoa, Bernard-Henri Lévy, Julián Lago, Ian Gibson, Manuel Martín Ferrand y Felipe Mellizo.
Tras el nombramiento de José María Calviño como director general de RTVE Balbín llegó a ser director de los Servicios Informativos de Televisión Española entre 1982 y 1983. Sin embargo fue destituido pocos meses después. Tras una serie de presiones por parte del gobierno socialista que presidía Felipe González, el programa La Clave fue clausurado y Balbín derivó paulatinamente hacia posiciones claramente enfrentadas con el gobierno de aquellos años.
Tras su salida de Televisión Española centró su actividad profesional en el mundo de la radio, donde dirigió en el espacio nocturno Hora cero, de Antena 3 Radio. Programa de análisis político, ganador del Premio Ondas 1991, contaba entre su nómina de colaboradores con Víctor Márquez Reviriego, Bieito Rubido, Chicho Sánchez Ferlosio, Luis Ángel de la Viuda, Antonio López, Federico Jiménez Losantos, Luis Herrero, Luis Foix, José Luis Orosa, Pablo Sebastián o Manuel Martín Ferrand.
Tras el inicio de emisiones de las televisiones privadas en España en junio de 1990 Balbín regresó a televisión con una segunda etapa del espacio de debate La clave, en Antena 3 Televisión. El programa se mantuvo en antena hasta 1993. En 1994, en la misma cadena, condujo un espacio de entrevistas titulado La senda.
En 1994, tras el cierre de Antena 3 Radio, se trasladó a la cadena COPE, incorporándose como colaborador de la tertulia del programa La linterna, que dirigía Luis Herrero y durante años se mantuvo como colaborador de la cadena, primero en la ya mencionada La linterna y, a partir de 1998, en La Mañana.
En 1998 volvió a Televisión Española con el programa Las claves espacio en el que entrevistó a grandes personajes españoles y extranjeros. El programa se emitió desde septiembre de 1998 hasta abril de 1999.
En 1999 fue nombrado director del semanario de información general Artículo 20, editado por la empresa Ediciones Tesla, S.A. La revista cerró pocos meses después de su llegada, en enero de 2000, tras una huelga celebrada en diciembre en la que según la empresa editora incluso se lanzaron huevos al director de la publicación. Ediciones Tesla solicitó un expediente de regulación de empleo.
En noviembre de 2000 fundó el semanario de información general La Clave, del que fue director desde sus inicios hasta su cierre definitivo en julio de 2008.
Fue galardonado en 2015 con el Premio Nacional de Televisión otorgado por el Ministerio de Educación, Cultura y Deporte de España. En 2021 recibió el Premio Iris Especial a toda una vida (Academia de las Ciencias y las Artes de Televisión de España).
Falleció el 22 de junio de 2022 en Madrid. La noticia se conoció por su mujer Julia Mesonero, que confirmó la noticia a través de su cuenta de Twitter. Numerosos periodistas, políticos y medios de comunicación, como los periódicos El País, ABC, El Mundo, El Español, La Vanguardia o eldiario.es y emisoras de radio como la Cadena SER, COPE y Onda Cero se hicieron eco de su fallecimiento. RTVE, además de realizar un homenaje en sus plataformas digitales, emitió programas especiales y emisiones específicas de La Clave. 